# آري فان فليت
آري فان فليت (بالهولندية: Arie Gerrit van Vliet)‏ مواليد 18 مارس 1916 في فوردن، هولندا - الوفاة 9 يوليو 2001 في فوردن، هولندا، كان دراج هولندي. سبق أن شارك في دورة الألعاب الأولمبية الصيفية وفاز بميدالية أولمبية.

## الميداليات
| الميدالية | المسابقة                       |
| --------- | ------------------------------ |
| ذهبية     | الألعاب الأولمبية الصيفية 1936 |
| فضية      | الألعاب الأولمبية الصيفية 1936 |